# أوسكار لويس فيرا
أوسكار لويس فيرا (بالإنجليزية: Oscar Luis Vera)‏ (و. 1976  م) هو لاعب كرة قدم، من الأرجنتين، ولد في سانتا في، يلعب كمُدَافِع.